# Somedieyoung
Somedieyoung (також sdy, справжнє ім'я Віктор Оруджев; нар. 14 березня 1997, Костопіль, Рівненська область, Україна) — професійний український кіберспортсмен.

## Ранні роки
Коли Віктору було лише 3 роки, його батько відкрив комп'ютерний клуб у гаражі. До закриття клуб налічував 9-10 комп'ютерів. Перший раз Віктор зіграв у Counter-Strike 1.5, коли йому було 5 років. Після знайомства з цією грою Віктор грав у все підряд, що було на комп'ютерах.

## Кар'єра
2004 року Віктор поїхав разом із батьком на великий міжнародний український турнір з Counter-Strike як глядач.
Як професійного гравця кар'єра sdy розпочалася у 2017 році у складі команди 5FRAGS.ORG. Перший турнір був StarLadder ProSeries XVII, де їм не вдалося досягти хорошого результату, посівши 13-16 місце.
У квітні 2017 року переходить у команду Spray'n'pray, де на перших кваліфікаціях CS:GO Champions League Season 6 досягають 1 місця.
Віктор переходить до команди Dream, де показує свою гру на кваліфікаціях EPICENTER 2017, на закритих кваліфікаціях DolphinCS.org, на кваліфікаціях мінору CIS Minor Championship 2018 — Boston 2018.
Незабаром йде з команди Dream в EL'quvet, де теж досягає непоганих результатів, обігравши Izako Boars і посівши 1-4 місця на FCDB Cup 2017. На DreamHack Winter 2017 разом із командою займає 33-64 місця.
У середині грудня 2018 року Team Spirit підписують нового гравця до команди. Ним виявляється Віктор Оруджев, який на той момент був найстарішим гравцем у команді Team Spirit (після тренера Certus).
За результатами сезону 2020 року за версією порталу HLTV.org Оруджев посів 4 місце по всьому світу на пістолетних раундах.
3 червня 2022 став гравцем команди Natus Vincere після відходу Кирила «Boombl4» Михайлова, ставши на місце рифлера замість Дениса «electronic» Шаріпова, який став капітаном. 
В грудні, 2022 року заявив про свій відхід із команди Natus Vincere, і вже в січні 2023 року sdy приєднався до українського клубу Monte. Почавши свій шлях в команді Monte як рифлер, у травні 2023 перейшов на позицію капітана. Будучи капітаном команди Віктор зміг потрапити до чвертьфіналу BLAST.tv Paris Major 2023. З огляду на хороші результати команди Оруджев потрапив в список Forbes Ukraine "30 до 30", разом із CEO організації Monte Дмитром Вовком. У вересні 2023 sdy повернувся на позицію рифлера, на якій він з командою Monte потрапив до півфіналу ESL Pro League Season 18 і Thunderpick World Championship 2023 і фіналу Roobet Cup 2023 . В листопаді 2023 команда Monte здобула першу перемогу на LAN турнірі ESL Challenger Jönköping 2023, а Оруджев отримав першу в кар'єрі нагороду MVP від порталу HLTV . У підсумку 2023 року sdy став 27 гравцем світу за версією HLTV, а 1 січня 2024 року команда Monte посіла 6 місце найкращих команд світу рейтингу HLTV.
26 лютого 2024 року після закінчення контракту з Monte за згодою сторін контракт не було продовжено.

29 травня 2024 року Віктор Оруджев приєднується до фінської організації ENCE, продовживши свою кар'єру на міжнародній арені.
24 липня 2025 року сам гравець оголосив, що стає капітаном команди ENCE.